# HV 2112
 (11 septembre 2022).
Le contenu est difficilement compréhensible vu les erreurs de traduction, qui sont peut-être dues à l'utilisation d'un logiciel de traduction automatique.
Étoile variable
HV 2112 est une étoile variable lumineuse et froide du Petit Nuage de Magellan (PNM). Jusqu'en 2018, elle était considérée comme le candidat le plus probable pour être un objet de Thorne-Żytkow, mais l'hypothèse principale est désormais qu'il s'agit d'une étoile de la branche asymptotique des géantes plus ordinaire.

## Découverte
HV 2112 est signalée comme une étoile variable pour la première fois par Henrietta Leavitt en 1908. Identifiée sous le nom de Harvard no. 2112, aucune période de variabilité n'est donnée, mais il a été rapporté qu'elle était « probablement longue ». En utilisant des plaques photographiques, on donne également une gamme de magnitudes évaluée entre 13,7 à plus faible que 16,5.
En 1966, une analyse des étoiles variables des Nuages de Magellan montre que HV 2112 a une gamme de magnitudes photographiques allant de 13,0 à moins de 17,8. Elle est classée comme une variable à longue période, variables désormais connues sous le nom de variables de type Mira, sur la base de sa grande amplitude et de ses variations lumineuses raisonnablement régulières.

## Types d'objets possibles

### Étoile AGB
HV 2112 est d'abord considérée comme une étoile très lumineuse de la branche asymptotique des géantes (AGB). Il est évalué que la luminosité de HV 2112 est d'environ 60 000 luminosités solaires (lien L☉), soit légèrement plus lumineuse que la limite admise pour les étoiles AGB de ce type spectral. Cependant, des calculs plus récents donnent des valeurs plus élevées pour la luminosité de HV 2112, soit au-dessus de 100 000 L☉, ce qui est définitivement trop lumineux pour une étoile AGB.
En 2016, l'analyse du mouvement propre de HV 2112 indique qu'il est inhabituellement élevé pour une étoile du PNM, bien que la vitesse radiale soit cohérente avec d'autres objets de cette galaxie. Le mouvement propre, d'environ 10 millisecondes d'arc/an, correspondrait à une vitesse spatiale de 3 100 km/s à la distance du PNM, soit bien au-dessus de sa vitesse de fuite. Une explication plus probable d'un tel mouvement propre serait que HV 2112 se trouve à environ 3 000 parsecs dans notre propre galaxie, ce qui donnerait une luminosité de 1 000 L☉ plutôt que 100 000 L☉, luminosité correspondant à une étoile AGB typique. La surabondance d'éléments lourds s'expliquerait alors comme une contamination provenant d'un compagnon invisible, produisant une étoile extrinsèque de type S. D'autres analyses du mouvement propre montrent des vitesses beaucoup plus petites, cohérentes avec un objet dans le PNM.

### Objet Thorne–Żytkow
En 2014, des chercheurs postulent que HV 2112 est un possible objet Thorne-Żytkow (TZO). Ainsi, pour trouver des candidats TZO, la chercheuse Emily Levesque utilise l'observatoire Apache Point pour examiner 24 étoiles supergéantes rouges de la Voie lactée, et le télescope Magellan Clay pour en regarder 16 dans le Grand Nuage de Magellan et 22 dans le Petit Nuage de Magellan. À l'époque, on croit que l'étoile contient des niveaux inhabituellement élevés d'éléments tels le lithium, le molybdène et le rubidium, éléments qui ne devraient être produits que par les TZO.
Cependant, d'autres chercheurs publient un article en 2018 réévaluant les propriétés de HV 2112. Ceux-ci ne trouvent aucune preuve d'abondances chimiques inhabituelles. Ils obtiennent également une luminosité inférieure à ce que l'on pensait auparavant. Cela suggère qu'il est peu probable que l'étoile soit un TZO et qu'il s'agit beaucoup plus probablement d'une étoile AGB de masse intermédiaire.

### Étoile binaire
HV 2112 est répertoriée dans le catalogue OGLE en tant qu'étoile multiple non résolue. Son mouvement propre et sa vitesse radiale sont cohérents avec d'autres objets du PNM, tandis que sa parallaxe est négative mais assez proche de la valeur attendue pour un objet aussi éloigné.